# Costanza da Correggio
Costanza da Correggio (Correggio, 1499 – 19 agosto 1563) è stata una nobildonna italiana.

## Biografia
Era figlia di Giberto VII da Correggio, conte di Correggio e di Violante Pico, figlia di Antonio Maria Pico della Mirandola (fratello del filosofo Giovanni Pico della Mirandola).
Nel 1542 diede inizio a Novellara alla costruzione del Casino di Sopra ed affrescata dal pittore Lelio Orsi.

## Discendenza
Costanza sposò il 5 luglio 1518 Alessandro I Gonzaga, Conte di Novellara; ebbero cinque figli:
- Francesco II: (1519-1577),  conte di Novellara;
- Camillo I (1521-1595), conte di Novellara;
- Scipione;
- Alfonso (1529-1589), conte di Novellara;
- Alessandra, monaca a Correggio.

## Ascendenza
|                                                                     |                                                                       |                                                                  | Genitori                                       |  |  | Nonni |  |  | Bisnonni                          |  |  | Trisnonni                        |  |
|                                                                     |                                                                       |                                                                  |                                                |  |  |       |  |  | Gherardo VI, signore di Correggio |  |  | Giberto IV, signore di Correggio |  |
|                                                                     |                                                                       |                                                                  |                                                |  |  |       |  |  | Gherardo VI, signore di Correggio |  |  | Giberto IV, signore di Correggio |  |
|                                                                     |                                                                       | Orsolina Pio                                                     |                                                |  |  |       |  |  | Gherardo VI, signore di Correggio |  |  |                                  |  |
| Manfredo I, conte di Correggio                                      |                                                                       |                                                                  |                                                |  |  |       |  |  | Gherardo VI, signore di Correggio |  |  |                                  |  |
|                                                                     |                                                                       | …                                                                | …                                              |  |  |       |  |  |                                   |  |  |                                  |  |
|                                                                     |                                                                       | …                                                                | …                                              |  |  |       |  |  |                                   |  |  |                                  |  |
|                                                                     |                                                                       | …                                                                | …                                              |  |  |       |  |  |                                   |  |  |                                  |  |
| Giberto VII, conte di Correggio                                     |                                                                       | …                                                                |                                                |  |  |       |  |  |                                   |  |  |                                  |  |
|                                                                     |                                                                       | Marco I Pio, signore di Carpi                                    | Giberto I Pio, signore di Carpi                |  |  |       |  |  |                                   |  |  |                                  |  |
|                                                                     |                                                                       | Marco I Pio, signore di Carpi                                    | Giberto I Pio, signore di Carpi                |  |  |       |  |  |                                   |  |  |                                  |  |
|                                                                     |                                                                       | Marco I Pio, signore di Carpi                                    | Bianca Casati                                  |  |  |       |  |  |                                   |  |  |                                  |  |
| Agnese Pio                                                          |                                                                       | Marco I Pio, signore di Carpi                                    |                                                |  |  |       |  |  |                                   |  |  |                                  |  |
|                                                                     |                                                                       | Taddea de' Roberti                                               | Cabrino de' Roberti, patrizio di Reggio Emilia |  |  |       |  |  |                                   |  |  |                                  |  |
|                                                                     |                                                                       | Taddea de' Roberti                                               | Cabrino de' Roberti, patrizio di Reggio Emilia |  |  |       |  |  |                                   |  |  |                                  |  |
|                                                                     |                                                                       | Taddea de' Roberti                                               | Margherita del Sale                            |  |  |       |  |  |                                   |  |  |                                  |  |
| Costanza da Correggio                                               |                                                                       | Taddea de' Roberti                                               |                                                |  |  |       |  |  |                                   |  |  |                                  |  |
|                                                                     | Gianfrancesco I Pico, signore della Mirandola e conte della Concordia | Giovanni I Pico, signore della Mirandola e conte della Concordia |                                                |  |  |       |  |  |                                   |  |  |                                  |  |
|                                                                     | Gianfrancesco I Pico, signore della Mirandola e conte della Concordia | Giovanni I Pico, signore della Mirandola e conte della Concordia |                                                |  |  |       |  |  |                                   |  |  |                                  |  |
|                                                                     | Gianfrancesco I Pico, signore della Mirandola e conte della Concordia | Caterina Bevilacqua                                              |                                                |  |  |       |  |  |                                   |  |  |                                  |  |
| Antonio Maria Pico, signore della Mirandola e conte della Concordia | Gianfrancesco I Pico, signore della Mirandola e conte della Concordia |                                                                  |                                                |  |  |       |  |  |                                   |  |  |                                  |  |
|                                                                     |                                                                       | Giulia Boiardo                                                   | Feltrino Boiardo, conte di Scandiano           |  |  |       |  |  |                                   |  |  |                                  |  |
|                                                                     |                                                                       | Giulia Boiardo                                                   | Feltrino Boiardo, conte di Scandiano           |  |  |       |  |  |                                   |  |  |                                  |  |
|                                                                     |                                                                       | Giulia Boiardo                                                   | Guiduccia da Correggio                         |  |  |       |  |  |                                   |  |  |                                  |  |
| Violante Pico                                                       |                                                                       | Giulia Boiardo                                                   |                                                |  |  |       |  |  |                                   |  |  |                                  |  |
|                                                                     |                                                                       | Sante Bentivoglio, signore di Bologna                            | Ercole Bentivoglio                             |  |  |       |  |  |                                   |  |  |                                  |  |
|                                                                     |                                                                       | Sante Bentivoglio, signore di Bologna                            | Ercole Bentivoglio                             |  |  |       |  |  |                                   |  |  |                                  |  |
|                                                                     |                                                                       | Sante Bentivoglio, signore di Bologna                            | …                                              |  |  |       |  |  |                                   |  |  |                                  |  |
| Costanza Bentivoglio                                                |                                                                       | Sante Bentivoglio, signore di Bologna                            |                                                |  |  |       |  |  |                                   |  |  |                                  |  |
|                                                                     |                                                                       | Ginevra Sforza                                                   | Alessandro Sforza, signore di Pesaro           |  |  |       |  |  |                                   |  |  |                                  |  |
|                                                                     |                                                                       | Ginevra Sforza                                                   | Alessandro Sforza, signore di Pesaro           |  |  |       |  |  |                                   |  |  |                                  |  |
|                                                                     |                                                                       | Ginevra Sforza                                                   | …                                              |  |  |       |  |  |                                   |  |  |                                  |  |
|                                                                     |                                                                       | Ginevra Sforza                                                   |                                                |  |  |       |  |  |                                   |  |  |                                  |  |